# ریفامپیسین/ایزونیازید/پیرازینامید
ریفامپیسین/ایزونیازید/پیرازینامید ، همچنین با عنوان ریفامپین/ایزونیازید/پیرازینامید شناخته می‌شود و با نام تجاری ریفاتر فروخته می‌شود، دارویی است که برای درمان سل استفاده می‌شود. این دارو ترکیبی است از سه ماده موثره ریفامپیسین، ایزونیازید و پیرازینامید و می‌تواند به تنهایی یا همراه با سایر داروهای ضد سل استفاده شود. این آنتی بیوتیک به صورت خوراکی تجویز می‌شود.
عوارض جانبی شایع این دارو عبارت است از: از دست دادن اشتها ، حالت تهوع، درد مفصل، احساس خستگی و بی حسی.  عوارض جانبی شدید شامل مشکلات کبدی است. استفاده در افراد زیر ۱۵ سال ممکن است مناسب نباشد. مشخص نیست که آیا استفاده از آن در بارداری برای کودک بی خطر است.
ریفامپیسین/ایزونیازید/پیرازینامید برای استفاده پزشکی در ایالات متحده در سال ۱۹۹۴ تأیید شد. این دارو در فهرست داروهای ضروری سازمان بهداشت جهانی قرار دارد.